# Mănești (okręg Prahova)
Mănești – wieś w Rumunii, w okręgu Prahova, w gminie Mănești. W 2011 roku liczyła 1100 mieszkańców.